# Всеукраїнська учнівська олімпіада з біології
Всеукраїнська учнівська олімпіада з біології — щорічне учнівське змагання з біології, яке проводиться відповідно до наказу Міністерства освіти і науки України.

## Структура Всеукраїнської біологічної олімпіади
З початку виникнення біологічних олімпіад, їх форма та характер завдань зазнали значних змін, що є наслідком як бурхливого розвитку біологічного знання в наш час, так і перегляду та вдосконаленню підходів до біологічної освіти.
Першим етапом ВБО є шкільні олімпіади. Це, зрозуміло, наймасовіший етап. Він у всіх школах у вересні/жовтні в один тур. У шкільній олімпіаді можуть брати участь усі охочі учні. Завдання до цих олімпіад, як правило, складаються вчителями з біології, які ж і перевіряють роботи.
Наступним (другим) етапом ВБО є районні олімпіади, які у листопаді/грудні проводяться відповідними відділами освіти за завданнями, підготовленими спеціальними оргкомітетами. Учасниками цього етапу є, відповідно, переможці І етапу ВБО. Роботи учасників перевіряються членами сформованих журі, до складу якого входять висококваліфіковані вчителі.
Третій етап ВБО — обласні (міські у м. Києві та Севастополі) олімпіади, які проводяться у січні/лютому обласними управліннями освіти та науки за завданнями, розробленими всеукраїнською методичною комісією, призначеною Міносвіти. Учасниками даного етапу, зрозуміло, є переможці попереднього. Деякі області додатково проводять практичні тури за власними завданнями.
Фінальним етапом ВБО є IV етап — власне, всеукраїнська олімпіада, яка Міністерством освіти та науки України під час весняних канікул. Для складання завдань та перевірки робіт учасників створюється журі з найкращих вчителів, викладачів вищих навчальних закладів та науковців України. Традиційно значну частину журі ВБО складають викладачі та науковці біологічного факультету Київського національного університету імені Тараса Шевченка.
Щороку у цьому етапі олімпіади беруть участь більше півтори сотні школярів з усієї України. Кількісний склад учасників Всеукраїнської олімпіади визначається рейтингами команд-учасників, який визначається з результатів їх виступів протягом останніх двох років. При цьому за кожний диплом І ступеня, отриманий учасником команди, нараховується 5 балів, за диплом II ступеня — 3 бали, і за диплом III ступеня — 1 бал. Щорічний рейтинг команди визначається як середнє арифметичне рейтингів усіх учасників команди (включаючи і учасників з нульовим рейтингом). Загальний рейтинг команди є сума річних рейтингів за останні два роки. Області із більшим рейтингом можуть привозити більшу кількість учасників; мінімальний розмір команди становить 4 учасники.

## Заключний етап Всеукраїнської олімпіади з біології
Заключний етап ВБО проходить в два тури: теоретичний та практичний. В свою чергу, теоретичний тур також є неоднорідним за типом завдань.

### Теоретичний тур
Завданням цього етапу є перевірка фактичних знань учнів, та вміння оперувати ними для вирішення певних теоретичних проблем.

### Тестові завдання
Тестові завдання на IV етапі ВБО, подібно до міжнародних олімпіад, складаються з трьох частин: тести груп А, Б та В.
Тест А складається з запитань, на які пропонується 4 варіанти відповідей, одна з яких є правильною.
Тест Б складається з запитань, на які пропонуються 5 варіантів відповідей, правильними з яких можуть бути від 1 до 5.
Ці тести спрямовані на репродукцію фактичних знань учня.
Складнішим є тест групи В, запитання якого для правильної відповіді окрім фактичних знань вимагають і вміння ці знання комбінувати, аналізувати та робити висновки. При цьому, саме завдання може бути, приміром, описом експерименту, який учень має проаналізувати та зробити певні висновки, чи завданням у графічній формі, яке вимагає уміння «видобувати» інформацію, наявну у непрямій формі. Взагалі, тести групи В є досить різноманітними і їх не можна звести до якогось шаблону, на відміну від тестів груп А і Б.
Учням 8 і 9 класів пропонуються завдання у відповідності до засвоєної програми шкільного курсу біології. Учням 10-11 класів пропонуються однакові набори тестових завдань, тематика яких охоплює весь курс шкільної біології, адаптований до програми міжнародної олімпіади з біології.
При оцінці тестових завдань групи А за кожну правильну відповідь ставиться 0.5 бала, тоді як за кожну повністю правильну відповідь на тестове завдання групи Б учень може отримати 1 бал. Частково правильні та неправильні відповіді оцінюються в 0 балів. Оцінка тестів групи В визначається складністю конкретного завдання. Система оцінки підбирається таким чином, аби за тести груп А і Б разом максимально можна було набрати стільки ж балів, скільки за тести групи В.

### Практичний тур
Завдання практичного туру є також досить різноплановими за своєю структурою, що, зрозуміло, визначається специфікою різних галузей біології. При цьому, переваги надаються завданням, які учні здатні цілком самостійно виконати, отримати певні результати та проаналізувати їх. Інколи даються вже готові результати поставленого експерименту (особливо, якщо його проведення є технічно складним та небезпечним), а учасникам ставиться завдання проаналізувати їх та зробити певні висновки. Учням 11 класу пропонуються роботи, близькі за тематикою до вимог Міжнародної біологічної олімпіади відповідного року (якщо оргкомітет формує такі вимоги). До оцінки практичного туру входить оцінка безпосередньо виконаної учасником роботи (якщо є така можливість та необхідність), а також оцінка аналізу отриманих даних. Як правило, учням кожного класу пропонуються чотири практичні роботи.
Приклади всіх завдань можна знайти у відповідному розділі нашого сайту.
За результатами всіх турів визначаються переможці, яких, відповідно до правил проведення олімпіади, половина з учнів кожного класу. Переможцям видаються дипломи I, II та III ступенів та вручаються подарунки. Від восьми до десяти переможців олімпіади, які набрали найбільшу кількість балів (залежно від рішення оргкомітету та журі), запрошуються до участі у відбіркових тренуваннях для формування команди на Міжнародну біологічну олімпіаду.
Після виконання робіт 2 туру журі надає учасникам попередні результати з орієнтовним розподілом дипломів серед учасників кожного класу. Учасник у разі незгоди з отриманою оцінкою роботи може подати апеляцію у визначеній оргкомітетом формі на розгляд апеляційної комісії. Зазвичай рішення про допуск до апеляції виносять голова журі та експерт-консультант олімпіади.
За результатами апеляції журі коригує таблицю результатів та надає учасникам остаточні результати олімпіади із затвердженим на засіданні розподілом серед учасників дипломів. Відповідно до положення, затвердженого наказом Міністерства освіти і науки України, кількість переможців олімпіади не повинна перевищувати 50% від кількості учасників з орієнтовним розподілом дипломів у відношенні 1:2:3. Іншим учасникам вручаються дипломи учасника.

### Місця проведення заключних етапів Всеукраїнської учнівської олімпіади з біології
- 2001 — Полтава
- 2002 — Львів
- 2003 — Мукачево
- 2004 — Одеса
- 2005 — Запоріжжя
- 2006 — Чернігів
- 2007 — Херсон
- 2008 — Луцьк
- 2009 — Тернопіль
- 2010 — Львів
- 2011 — Севастополь
- 2012 — Дніпропетровськ
- 2013 — Донецьк
- 2014 — Івано-Франківськ
- 2015 — Київ
- 2016 — Кропивницький
- 2017 — Луцьк
- 2018 — Черкаси
- 2019 — Харків